# 폴 맥기건 (음악가)
폴 맥기건(Paul McGuigan, 1971년 5월 9일 ~ )은 영국의 음악가이며 영국의 록 밴드 오아시스의 설립자 4명 중 한 명이다. 그는 1991년부터 1999년까지 그룹의 베이스 연주자였다.

## 더 레인과 오아시스 (1991년~1999년)
1980년대 후반 맥기건은 친구들과 함께 밴드를 시작했고, 기타는 폴 "본헤드" 아서스, 리드 보컬은 크리스 휴턴, 드럼은 토니 맥캐롤과 합류했다. 그들은 자신들을 더 레인이라고 불렀다. 휴턴이 해고된 후, 맥기건은 그의 학교 친구인 리암 갤러거를 초대했다. 무대 위의 기능적 베이스 연주자임에도 불구하고, 맥기건의 베이스 곡은 가끔, 항상은 아니었지만, 노엘 갤러거가 밴드의 첫 두 음반에서 연주했다.

## 사생활
맥기건은 현재 런던 북부의 밀 힐에서 아내와 아들과 함께 살고 있다.